# Giordano Vitale
Giordano Vitale o Vitale Giordano (15 de octubre de 1633; 3 de noviembre de 1711) fue un matemático italiano. Es más conocido por su teorema acerca de los cuadriláteros de Saccheri. También es citado como Vitale Giordani, Vitale Giordano da Bitonto, o sencillamente como Giordano.

## Biografía
Giordano nació en Bitonto, en el sureste de Italia, probablemente el 15 de octubre de 1633. Cuando era un adolescente dejó (o fue forzado a dejar) su ciudad natal y, después de una juventud aventurera (incluyendo la muerte de su cuñado por llamarle vago), se alistó como soldado en el Ejército Pontificio. Durante estas andanzas leyó su primer libro de matemáticas, el Aritmetica prattica de Clavius. A los veintiocho años de edad, viviendo en Roma, decidió dedicarse a las matemáticas. El libro más importante que estudió era los Elementos de Euclides en la traducción italiana de Commandino.
En Roma conoce y se hace amigo de los renombrados matemáticos Giovanni Borelli y Michelangelo Ricci. Estuvo empleado a lo largo de un año como matemático por la exreina Cristina de Suecia durante su estancia final en Roma. En 1667, un año después de su fundación por Luis XIV de Francia,  se convirtió en profesor de matemáticas en la Academia Francesa en Roma, y en 1685 obtuvo la cátedra de matemáticas en la prestigiosa Universidad de la Sapienza de Roma. Amigo de Vincenzo Viviani, Giordano conoció a Leibniz en Roma cuándo el científico alemán permaneció allí durante su viaje a través de Italia en los años 1689 y 1690. Le entregó una copia de la segunda edición de su libro Euclide restituto. Giordano murió el 3 de noviembre de 1711, y fue enterrado en la basílica de San Lorenzo en Damaso de Roma.

## Trabajo

El teorema de Giordano

Giordano es conocido hoy en día por un teorema sobre los cuadriláteros de Saccheri que prueba en su libro de 1668 titulado Euclide restituo (en referencia al libro de Borelli titulado Euclides Restitutus de 1658).
Al examinar la prueba de Borelli del postulado de las paralelas, Giordano advirtió que dependía de la suposición de que una línea en todas partes equidistante a una línea recta, es ella misma una línea recta. Esto supone una vuelta a Clavius, cuya prueba de esta suposición en su obra de 1574 Comentario sobre Euclides es fallida. Así, utilizando una figura tomada de la obra de Clavius, actualmente denominada cuadrilátero de Saccheri, Giordano argumentó su propia prueba de la suposición, demostrando que:
Si ABCD es un cuadrilátero de Saccheri  (ángulos A y B rectos, lados AD y BC iguales) y HK es una perpendicular cualquiera de DC a AB, entonces
- (i) Los ángulos en C y D son iguales, y
- (ii) Si además HK es igual a AD, entonces los ángulos C y D son rectos, y DC es equidistante de AB.

El punto interesante es el segundo (el primero ya había sido probado por Omar Khayyám en el siglo XI), y la proposición puede reformularse como:
Si 3 puntos de una línea CD son equidistantes de una línea AB, entonces todos los puntos de CD son equidistantes de AB.
Fue el primer avance real en la comprensión del postulado de las paralelas en 600 años.

## Publicaciones
Los trabajos publicados por Giordano incluyen:
- Lexicon mathematicum astronomicum geometricum (1st edition 1668, Paris. 2nd edition with additions 1690, Rome)
- Euclide restituto, ovvero gli antichi elementi geometrici ristaurati e facilitati da Vitale Giordano da Bitonto. Libri XV. ("Euclid Restored, or the ancient geometric elements rebuilt and facilitated by Giordano Vitale, 15 Books"), (1st edition 1680, Rome. 2nd edition with additions 1686, Rome)
- Fundamentum doctrinae motus grauium et comparatio momentorum grauis in planis seiunctis ad grauitationes (1689, Rome)